# تكسير حفزي

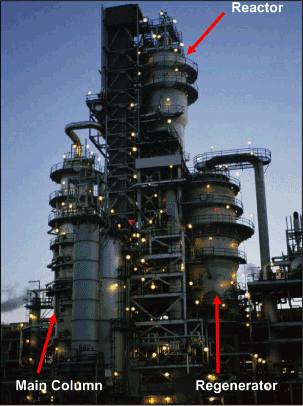

يعد التكسير الحفزي للسوائل (FCC) أحد أهم عمليات التحويل المستخدمة في مصافي تكرير النفط. وهي تستخدم بشكل شائع لتحويل النفط البترولي ذي درجة الغليان المرتفعة والمحتوي على مقادير كبيرة من الهيدروكربون إلى وقود سيارات وغازات ألكين ومنتجات أخرى ذات قيمة أكبر. وكان يتم تكسير الهيدروكربونات في النفط في الأساس من خلال التكسير الحراري، الذي تم استبداله بشكل تام تقريبًا واستخدام التكسير الحفزي بدلاً منه لأنه ينتج قدرًا أكبر من وقود السيارات له مع رقم أوكتان أعلى. كما أنه يؤدي كذلك إلى إنتاج غازات ثانوية لها ألكين أكبر، وبالتالي تكون أكثر قيمة، من تلك التي يتم إنتاجها من خلال التكسير الحراري.
وتكون المواد الخام في التكسير الحفزي للسوائل هو ذلك الجزء من النفط الخام الذي تكون درجة غليانه عند 340 درجة مئوية أو أعلى في الضغط الجوي ووزن جزيئ متوسط يتراوح بين 200 إلى 600 أو أعلى. وغالبًا ما يشار إلى هذا الجزء من النفط الخام باسم النفط الثقيل أو النفط الفراغي (HVGO). وتؤدي عملية التكسير الحفزي للسوائل إلى تبخير وتكسير الجزيئات ذات السلاسل الطويلة في سوائل الهيدروكربون ذات درجات الغليان المرتفعة إلى جزيئات أقصر بكثير من خلال إحداث تلامس بين المواد الخام مع عامل حفاز مسال مزود بالطاقة، عند درجات حرارة عالية وضغط متوسط.
وفي الواقع، فإن مصافي تكرير النفط تستخدم التكسير الحفزي للسوائل لتصحيح حالة عدم التوازن بين الطلب السوقي على وقود السيارات والمنتجات الفائضة ذات نطاق درجة الغليان المرتفع والتي تتسم بالثقل والناجمة عن تقطير النفط الخام.
ومنذ عام 2006، كانت هناك وحدات تكسير حفزي للسوائل تعمل في 400 مصفاة تكرير نفط في مختلف أرجاء العالم وحوالي ثلث النفط الخام الذي يتم تكريره في مصافي التكرير هذه تتم معالجته في وحدة تكسير حفزي للسوائل لإنتاج وقود السيارات وزيوت الوقود عالية رقم الأوكتان. وخلال عام 2007، قامت وحدات التكسير الحفزي للسوائل في الولايات المتحدة بمعالجة ما إجماله 5.300.000 برميل (834.300.000 لتر) في اليوم من المواد الخام وقد عالجت وحدات التكسير الحفزي للسوائل في مختلف أرجاء العالم ضعف هذا المقدار.

## مخطط التدفق ووصف العملية
كل وحدات التكسير الحفزي للسوائل عبارة عن عمليات مستمرة تعمل على مدار الساعة لمدة عامين إلى ثلاثة أعوام بين فترات إيقاف التشغيل المجدولة من أجل الصيانة الروتينية.
وهناك العديد من التصميمات المختلفة المملوكة للشركات التي تم تطويرها لوحدات التكسير الحفزي للسوائل الحديثة. ويتاح كل تصميم بموجب ترخيص يجب شراؤه من مطور التصميم من خلال أية شركة لتكرير النفط ترغب في إنشاء وتشغيل وحدة تكسير حفزي للسوائل ذات تصميم محدد.

## وصلات خارجية
- Valero Refinery Tour (Houston, TX) نسخة محفوظة 1 سبتمبر 2006 على موقع واي باك مشين. Description and diagram of power train
- CD Tech website نسخة محفوظة 6 سبتمبر 2008 على موقع واي باك مشين. discussion of Lummus FCC and hydrotreating of catalyticly cracked naphtha.
- The FCC Network
- Recovery of CO from a FCC using the COPureSM Process
- North American Catalysis Society
- Fluid Catalytic Cracking (University of British Columbia, Quak Foo, Lee )
- CFD Simulation of a Full-Scale Commercial FCC Regenerator